# Ludwig Miehe
Ludwig Miehe (* 16. Januar 1939 in Einbeck; † 14. Juni 2014) war ein deutscher Schriftsteller.

## Leben
Ludwig Miehe besuchte bis zur Klasse 10 das Gymnasium in Einbeck. Er leistete für zwei Jahre seinen Wehrdienst in Lüneburg. Danach besuchte er Sprachenschulen in Südengland und Spanien. In Frankfurt am Main erwarb er das Dolmetscherdiplom für Englisch und Spanisch. Neben der Arbeit besuchte er die Abendschule Akademie für Welthandel in Frankfurt, die er mit dem Diplom zum Außenhandelskaufmann abschloss. Er war verheiratet mit der Autorin Rosa Moreno Peribañez. Zusammen haben beide einen Sohn.
Bis zu seiner Pensionierung im Jahr 2002 arbeitete Miehe bei einem US-amerikanischen Konzern in Frankfurt. Dort war er in verschiedenen kaufmännischen und organisatorischen Abteilungen tätig. Er war aktiv im Betriebsrat sowie in Gewerkschaften wie der IG Metall und der IG Medien.
In den 1970er Jahren fand er Kontakt zum Werkkreis Literatur der Arbeitswelt (Werkstatt Frankfurt), wo er u. a. mit Heinrich Droege, Manfred Lesch, Horst Scharnagl, Heinz Milloth und Franz Scheidl an der Herausgabe von Sammelbänden arbeitete. Darüber hinaus versuchte er zusammen mit den Kollegen, in Lyrik und Prosa einen von der offiziellen Literatur weitestgehend ausgesparten Bereich des öffentlichen Lebens darzustellen: die „Arbeitswelt“.
Welche Relevanz diesem Lebensbereich und seiner literarischen Darstellung zukam, liegt auf der Hand, stellte er doch den für die große Mehrheit wichtigsten Bereich dar – auch wenn seine literarische Darstellung nicht erwünscht war und ist. Die Gründe, warum die Arbeit des Werkkreises durch die offizielle Literaturszene weitestgehend ignoriert wurde, konnten nicht nur qualitativer Natur sein (auch wenn diese Meinung in der Vergangenheit oft und gern von seinen Kritikern geäußert wurde) – vielmehr mussten sie in Zusammenhang mit dem Kalten Krieg zwischen Ost und West auch in diesem Bereich gesehen werden.
In Miehes Geschichten wie z. B. Beckmanns Herbst, Keine Gnade für Eulenspiegel, Der Schildkrötenmann, Hexenjagd sind die Arbeitswelt und ihre autoritären Strukturen dargestellt. Dabei sind auch Randgruppen der Gesellschaft wie die der Arbeitsemigranten nicht ausgespart, deren Schicksale in Stories wie El Valenciano, Carrillos Perücke, Lopsch oder Der Berberaufstand beschrieben wurden. Ein weiteres Thema seiner Romane und Erzählungen war der deutsche Faschismus und Neofaschismus, die er in Texten wie Völkische Jugend, Erklärte Louis Miehe, Wie nasse Füchse und Ciao Bella darzustellen versuchte.
In späteren Büchern wendete sich Miehe in Kurzgeschichten und Krimis seiner südhannoverschen Heimat und hessischen Wahlheimat zu (Der König vom Borntal, Die Brandstifter und Der Bildersturm). Es handelt sich hierbei um Genrebilder, die die Befindlichkeiten in der Stadt Hannover und der Provinz Hannover reflektieren. Hintergründig und mit ironischer Distanz beobachtete er die Torheiten der Individuen sowie die gesellschaftlichen Verhältnisse in Vergangenheit und Gegenwart.
Er starb im Alter von 75 Jahren. Nach seinem Tod wurde seine Urne auf dem Friedhof in Neu-Isenburg beigesetzt.

## Veröffentlichungen

### Anthologien – Mitherausgeber und/oder Autor
- Tatort Arbeitsplatz, Fischer-Taschenbuch-Verlag, Frankfurt/Main 1984
- Druck mußt du machen, Bund-Verlag, Köln 1986
- Pißblume am Beton, dipa Verlag, Frankfurt/Main 1986
- Auf Eis gelegt, Fischer-Taschenbuch-Verlag, Frankfurt/Main 1987
- Grenzgedanken, Bund-Verlag, Köln 1991
- Freizeit-Lose, dipa Verlag, Frankfurt/Main 1990
- Das Kartell der Rachenymphen, Aarachne-Verlag, Frankfurt-Wien 1993
- Blattschüsse, Aarachne-Verlag, Frankfurt-Wien 1997
- Im Hinnerkopp, Aarachne-Verlag, Frankfurt-Wien 1998
- Kriegsbildertexte, Aarachne-Verlag, Frankfurt-Wien 1999
- Es könnte heute sein, Alibri Verlag, Aschaffenburg 1999
- Uns reicht´s, Lesebuch gegen Rechts, Geest-Verlag, Ahlhorn 2000 (?)
- Lachen, Auslachen, Verlachen, Aarachne-Verlag, Frankfurt am main/Wien 2003

### Romane, Kurzgeschichten
- Im Glaskasten. Büro-Story. Bund-Verlag, Köln 1989 (eingeschränkte Vorschau in der Google-Buchsuche)
- Der König vom Borntal, BoD Verlagsbuchhandlung, Norderstedt 2002 (eingeschränkte Vorschau in der Google-Buchsuche)
- Die Brandstifter, BoD Verlagsbuchhandlung, Norderstedt 2006
- Bildersturm. Ein Kleinstadt-Krimi. BoD Verlagsbuchhandlung, Norderstedt 2012 (eingeschränkte Vorschau in der Google-Buchsuche)

### Beiträge zu Satirezeitschriften
- Eulenspiegel, Berlin